# 9198 Сасаґаміне
9198 Сасаґаміне (9198 Sasagamine) — астероїд головного поясу, відкритий 25 січня 1993 року.
Тіссеранів параметр щодо Юпітера — 3,617.
Названо на честь Сасаґаміне (яп. ささがみね(笹ヶ峰) сасаґаміне).